# Prócoro Cidônio
Prócoro Cidônio (em grego: Πρόχορος Κυδώνης; romaniz.: Prochoros Kydones; em latim: Prochorus Cydonius; ca. 1330 em Tessalônica - ca. Monte Atos) foi um monge, teólogo e linguista ortodoxo. Ele era um defensor do pensamento pensamento aristotélico ocidental e sua tradução de obras escolásticas latinas o colocaram em conflito direto contra o hesicasmo, a principal escola de teologia mística bizantina e com o seu mais vigoroso defensor, Gregório Palamas.

## Vida e obras
Nascido na cidade bizantina de Tessalônica, Prócoro entrou para a Grande Lavra, um mosteiro em Monte Atos, ainda muito jovem e foi eventualmente ordenado hieromonge. Ele foi fortemente influenciado pelo escolasticismo ocidental e colaborou com seu irmão, o mesazonte ("primeiro-ministro") Demétrio Cidônio, na tradução da monumental obra de Tomás de Aquino, a Summa Theologiae. Prócoro também traduziu para o grego as obras de Santo Agostinho e do filósofo Boécio, do século VI.
O tratado De essentia et operatione Dei ("Sobre a essência e atividade de Deus"), do próprio Prócoro, era uma condenação da teologia mística de Gregório Palamas. O concílio de Constantinopla em 1368 condenou ambos os Cidônio como heréticos e Prócoro foi deposto e teve seu sacerdócio retirado. A principal fonte para a vida de Prócoro é um par de obras polêmicas de autoria de Demétrio eulogizando seu irmão e denunciando o patriarca de Constantinopla Filoteu Cocino, que fora responsável por sua condenação.